# Patrick Lefoulon
Patrick Lefoulon (Mantes-la-Jolie, 6 de mayo de 1958) es un deportista francés que compitió en piragüismo en la modalidad de aguas tranquilas.
Participó en dos Juegos Olímpicos de Verano en los años 1984 y 1988, obteniendo una medalla de plata en la edición de Los Ángeles 1984 en la prueba de K2 1000 m. Ganó una medalla de oro en el Campeonato Mundial de Piragüismo de 1982 en la prueba de K2 10 000 m.

## Palmarés internacional
| Juegos Olímpicos   | Juegos Olímpicos             | Juegos Olímpicos | Juegos Olímpicos |
| Año                | Lugar                        | Medalla          | Evento           |
| ------------------ | ---------------------------- | ---------------- | ---------------- |
| 1984               | Los Ángeles (Estados Unidos) | Medalla de plata | K2 1000 m        |
| Campeonato Mundial |                              |                  |                  |
| Año                | Lugar                        | Medalla          | Evento           |
| 1982               | Belgrado (Yugoslavia)        | Medalla de oro   | K2 10 000 m      |